# Ignacy Humnicki
Ignacy Humnicki krypt.: I. H., (ur. 5 lutego 1798 w Mnichowie, zm. 15 maja 1864 w Krakowie) – polski dramatopisarz i poeta.

## Życiorys
Urodził się w powiecie opatowskim jako syn Wincentego, rotmistrza kawalerii narodowej w powstaniu kościuszkowskim, i Rozalii z Barzykowskich. Pierwsze nauki pobierał w Słupi koło Opatowa, następnie w Kielcach, a od roku 1810 w Krakowie. W roku 1816 ukończył tamtejsze Gimnazjum Świętej Anny. W latach 1816–1818 studiował filozofię na Uniwersytecie Jagiellońskim. W roku 1818 podjął pracę kancelisty u warszawskiego adwokata B. Wiśniewskiego, uczęszczając równocześnie na wykłady uniwersyteckie z literatury, ekonomii politycznej, fizyki i mineralogii. W roku 1824 zamieszkał w Warszawie, później przeprowadził się w okolice Kielc. Na krótko przed śmiercią przeniósł się do Krakowa. Wykładowca w Liceum Warszawskim. Pochowany na cmentarzu Rakowickim w Krakowie.

## Twórczość
W 1817 debiutował na łamach prasy. Związany z "Gazetą Krakowską". Jego pierwszy dramat został wystawiony na scenie teatralnej w 1818. Pozostawił po sobie wspomnienia (pisał je do roku 1839), które były drukowane od roku 1913 w piśmie "Sfinks".

### Ważniejsze utwory
- "Na śmierć Tadeusza Kościuszki" (wiersz), Gazeta Krakowska 1817
- Goworek, wojewoda sandomierski, czyli triumf cnoty obywatelskiej. Drama z dziejów polskich w 3 aktach, wyst. Kraków 11 kwietnia 1818, wyd. Kraków 1819[4]
- "Wiersz w dzień przybycia do Krakowa J. M. hr. Pssolińskiego", Pamiętnik Lwowski 1819, t. 2, nr 8; Pamiętnik Warszawski, t. 14 (1819), s. 477-479; fragmenty przedr. W. Bruchnalski: "Zakład Narodowy im. Ossolińskich 1817-1917. Przypomnienie jubileuszu stuletniego", Exlibris 1918, zeszyt 2
- "Wiersz do ludu polskiego", Wanda 1820, t. 2, s. 160-162
- Żółkiewski pod Cecorą. Tragedia w 5 aktach, wyst. Warszawa 1 grudnia 1820; fragmenty ogł. Pamiętnik Warszawski, t. 18 (1820), s. 226-231; wyd. całości: Warszawa 1821[5]; rękopisy: Biblioteka Jagiellońska, sygn. 4424 (odpis z autografu i odpis z druku); Biblioteka Narodowa, sygn. 6154 (autograf) i nr akc. 6938
- Edyp. Tragedia w 5 aktach, wyst. Warszawa 10 grudnia 1824; fragmenty ogł. Astrea 1821, t. 1, nr 6; Gazeta Korespondenta Warszawskiego 1824, nr 200; Biblioteka Polska 1825, t. 2, s. 88-91; wyd. całości: Warszawa 1827; rękopisy: Biblioteka Jagiellońska, sygn. 2768; Ossolineum, sygn. 10147/II, (według Edypa Voltaire'a)
- Haman i Estera. Tragedia w 5 aktach, wyst. Kraków 24 października 1863, niewydana
- "Pamiętniki", wyd. Z. Humnicki, Sfinks 1913, t. 1, z. 1-3 i odb.; fragmenty przedr. A. Kowalska: "Warszawa literacka w okresie przełomu kulturalnego 1815-1822"; (Warszawa 1961), Biblioteka Syrenki (aneks III).

Ponadto swe drobne wiersze i artykuły umieszczał w czasopismach: Astrea (1821), Gazeta Krakowska (1817), Gazeta Literacka (tu art.: "Literatura narodowa" 1821, nr 9), Gazeta Warszawska (1849, 1856, 1858), Kurier Warszawski (1856), Merkury (Warszawa 1831), Pamiętnik Lwowski (1819), Pamiętnik Warszawski (1819-1820), Wanda (1820-1823)

### Listy i materiały
- Do A. E. Odyńca z 4 czerwca 1826, Kronika Rodzinna 1883, nr 10
- Do K. W. Wójcickiego 3 listy z lat 1856-1859, rękopis: Biblioteka PAN Kraków, sygn. 715, k. 868-873
- Od J. P. Woronicza z 27 listopada 1825, rękopis: Muzeum Narodowe Kraków, sygn. 83763
- Autobiografia (w 2 wersjach), rękopis: Biblioteka PAN Kraków, sygn. 715, k. 866-867, 874.